# Atrypanius remissus
Atrypanius remissus är en skalbaggsart som först beskrevs av Wilhelm Ferdinand Erichson 1847.  Atrypanius remissus ingår i släktet Atrypanius och familjen långhorningar.
Artens utbredningsområde är Venezuela. Inga underarter finns listade.